# Andromaqi Gjergji
Andromaqi Gjergji, född den 20 maj 1928 i Korça i Albanien, död den 8 juli 2015 i Tirana i Albanien, var en albansk etnolog.
Andromaqi Gjergji studerade historia och filologi i Tirana och 1980 tog hon examen i etnologi. Hon gjorde fältarbeten genom hela Albanien och deltog i många internationella konferenser. 1993 blev hon utsedd till professor och arbetade vid Institutet för folkkonst tills hon blev pensionerad. Hon skrev över 130 vetenskapliga artiklar och specialiserade sig på albanska folkdräkter. Andromaqi Gjergj skrev boken "Veshjet shqiptare në shekuj" 1988. 2004 skrev hon boken Albanian costumes through the centuries.